# Tarnogród

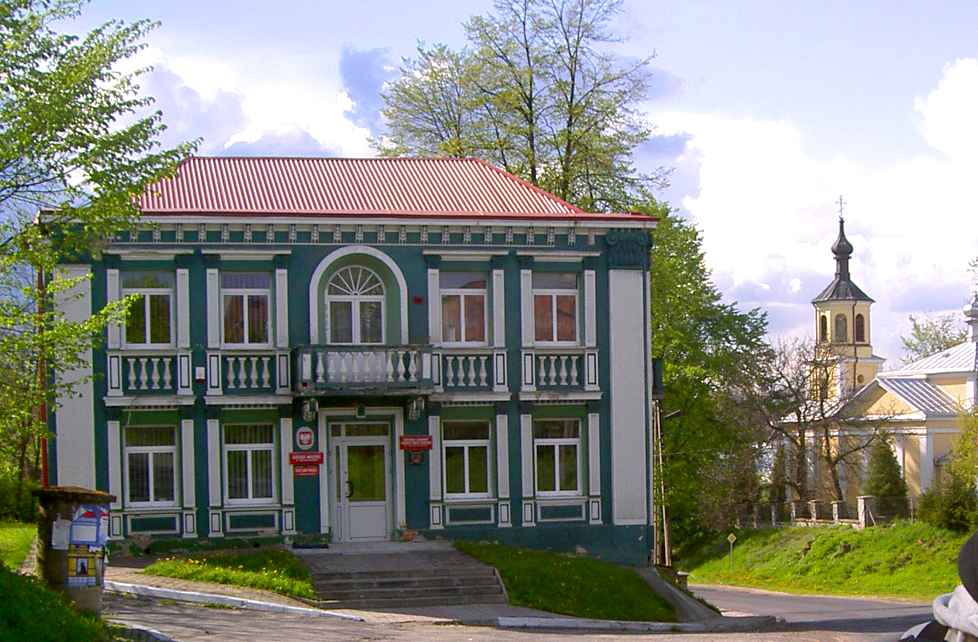
Byggnad från 1930 och ortodox kyrka (höger)

Tarnogród är en stad i sydöstra Polen med 3 500 invånare, belägen 100 km söder om Lublin och 80 km nordöst om Rzeszów. 
Tarnogród fick sina stadsrättigheter redan 1567. 1715 bildades här den s.k. "Tarnogródkonfederationen" mot August II:s regim. Under andra världskriget var staden i fokus för blodiga strider mellan polska Krakówarmén och nazisterna.
Till stadens sevärdheter hör församlingskyrkan från 1750 med altarmålningar av Tintoretto, ett klocktorn från 1770, St. Rochs kyrka i trä från 1624, Heliga Treenighetens (ortodoxa) kyrka från 1870 och en imponerande synagoga (numera bibliotek) från 1686. Här finns även ett romantiskt palats från sekelskiftet. Den lilla staden kan också skryta med ett av Polens största torg (160 x 140 m).
Tarnogród ligger mitt i ett jordbruksområde, därför är många invånare sysselsatta inom jordbruket. Den privata sektorn har börjat florera, medan industrin är fortfarande småskalig. De största arbetsplatserna är sågverk, sädkvarn, mejeri och kassaskåpfabrik.